# 马丹尔廷格
马丹尔廷格（Madanrting），是印度梅加拉亚邦东卡西丘陵县的一个城镇。总人口16700（2001年）。

## 人口
该地2001年总人口16700人，其中男性8478人，女性8222人；0—6岁人口2223人，其中男1112人，女1111人；识字率76.01%，其中男性为79.52%，女性为72.39%。